# Paulo Prata
Paulo Prata  (Muriaé, 20 augustus 1947 – Den Haag, 19 april 2007) was een Braziliaanse drummer, percussionist, vocalist en bandleider. 

## Biografie
Paulo Prata werd geboren in 1947 in Muriaé, Brazilië.  Op 19-jarige leeftijd gaf hij leiding aan de "Unidos do Samba", een slagwerk en batucadagroep uit Muriaé. In 1970 verhuisde Paulo naar Rio de Janeiro en speelde drums en percussie voor grote Braziliaanse artiesten als Maria Creusa, Martinho da Vilha, Johnny Alf, Paulo Moura en vele anderen.
In 1980 reisde Paulo naar Nederland voor een Europese tournee met de Braziliaanse samba/jazz groep Trabalho de base. Paulo bleef in Nederland en richtte de groep Grupo Tanga op, een samba/jazz band waaraan hij zelf leiding gaf en optrad als vocalist, drummer en percussionist. Sindsdien speelde Grupo Tanga zowel in Nederland als in buitenland voor uitverkochte zalen, zoals:
- Nyon Festival, Frankrijk, met Erica Norimar, 1981
- North Sea Jazz festival, 1983
- Royal Albert Hall, London, met Paulo Moura, 1983
- Opéra in Clermont Ferrand, met Paulo Moura en Martinho da Vilha, 1988.
- le Petit Oppurtin, Parijs, 1991
- Jazz Unité, Parijs, 1991
- Jazzclub in Biaritz, met Erica Norimar, 1995
- Jazzclub in Bern, 1990 t/m 1997.

In Nederland verzorgde Prata de "Carnaval do Rio" festivals voor het Congresgebouw in Den Haag van 1980 tot 1988.  In talloze jazzclubs in Nederland heeft Paulo met zijn Grupo Tanga gespeeld, zoals PePijn, Bimhuis (met Hermeto Pascoal), De Meervaart, Dizzy, alswel op de toonaangevende festivals in Nederland.
Prata heeft met veel Nederlandse artiesten en orkesten opgetreden zoals Josee Koning, Pim Jacobs, Martin van Duynhoven en Theo Loevendie, Denise Jannah. Verder trad hij op in radio uitzendingen met het Metropole Orkest, AVRO's radio orkest en The Skymasters.
Succesvolle jonge Braziliaanse artiesten zoals Lilian Vieira (Zuco 103) en Vivian Godoy (Electro Coco) zijn begonnen bij Paulo Prata's Grupo Tanga.
Vanaf april 2004 vormde hij Trio Tanga samen met gitarist Kees Gelderblom en bassiste Tessa Cooke. 
Paulo Prata overleed in de avond van 19 april 2007.  Zijn lichaam werd op 25 april begraven op de rooms-katholieke begraafplaats Sint Petrus Banden in Den Haag.